# Dashboard Confessional
Dashboard Confessional ist der Künstlername des US-amerikanischen Musikers Christopher Ender Carrabba, der auch Bandleader der gleichnamigen Musikgruppe ist.

## Leben
Mit 15 Jahren bekam Christopher Ender Carrabba seine erste Gitarre von seinem Onkel Angelo geschenkt. Erst nach seinem High-School-Abschluss fing er jedoch an sich ernsthaft mit Musik zu beschäftigen. So kam es, dass er ein paar Jahre in der Band The Vacant Andies spielte. Als es zur Auflösung der Band kam, wechselte Carrabba, der inzwischen als Grundschullehrer in Florida arbeitete, zu The Agency und veröffentlichte mit ihnen sein erstes Album.
Als Christopher anfing beim Einspielen dieser Platte mit Akustikaufnahmen zu experimentieren, versuchten seine Bandmitglieder, von seinen Stücken beeindruckt, ihn zu überreden, eine Akustik-Solo-Karriere zu starten. Nachdem sich auch The Agency trennten, trat Christopher jedoch als Sänger der christlichen Emocore-Band Further Seems Forever bei, von der er sich aber nach Veröffentlichung des ersten Albums The Moon is Down wieder verabschiedete, um doch endgültig seine eigenen Wege gehen zu können. Auf der Suche nach einem Namen lässt er sich von der Textzeile “On the way home this car hears my confessions” aus seinem Lied The Sharp Hint Of New Tears inspirieren und nennt sich Dashboard Confessional.

## Die Band
Die Band entstand als Solo-Projekt von Chris Carraba, welcher 2000, als seine erste Solo-LP The Swiss Army Romance erschien, noch in der Band Further seems Forever spielte. Er wurde von Vagrant Records verpflichtet, die ansonsten auf Bands wie The Get Up Kids oder Alkaline Trio setzten. 2001 erschien sein zweites Album The Places you have come to fear the most, auf dem er weiterhin akustische Musik lieferte. Mit seinem Nachfolgealbum A Mark A Mission A Brand A Scar zeigte er dann jedoch eine Abkehr von seiner typischen akustischen Musik und ließ sich von einigen Freunden (u. a. Jerry Castellanos, welcher auch bereits bei Further seems Forever dabei war) mit E-Bass, Schlagzeug und Hintergrundgesang unterstützen. Produziert wurde das Album von Gil Norton, der unter anderen schon an Werken von den Foo Fighters und Pixies mitgearbeitet hat.
Dashboard Confessional ist die erste und bisher einzige Band, die es geschafft hat, für eine MTV-Unplugged-Show eingeladen zu werden, ohne Millionenverkäufe hinterlegt zu haben. Dies hat sie zum Großteil ihren Fans zu verdanken, die mit ihrem Gesang bei den Konzerten einen MTV-Produzenten dahingehend überzeugen konnten. Erst dieses Konzert im Dezember 2002 sorgte für den endgültigen Durchbruch von Dashboard Confessional.
Ihr Titel Hands Down wurde in Deutschland einem breiteren Publikum bekannt, als er zur Titelmelodie der Fernsehserie 18 – Allein unter Mädchen wurde. Das Video zu der Single Screaming Infidelities wurde bei den MTV Video Music Awards 2003 mit dem MTV2 Award ausgezeichnet.
Die Single Stolen, die in den US-Charts auf Platz 44 platziert war, wurde für den deutschen Markt in einer Version mit der Band Juli aufgenommen.
Das neue Album Alter The Ending erschien am 10. November 2009. Es gibt eine normale sowie eine „deluxe“-Edition, bei der auf einer zusätzlichen CD alle Tracks des Albums als Akustik-Versionen sowie ein weiterer Bonussong enthalten sind. Die erste Single des neuen Albums trägt den Titel Belle Of The Boulevard.
2010 spielte die Band als Opener für Bon Jovi auf deren The Circle Tour in den USA. Dies wurde von Bandleader Jon Bon Jovi in der Show „Late Night with Jimmy Fallon“ am 9. Dezember 2009 bekannt gegeben.

## Diskografie

### Studioalben
| Jahr | Titel                                     | Höchstplatzierung, Gesamtwochen, AuszeichnungChartplatzierungen (Jahr, Titel, Platzierungen, Wochen, Auszeichnungen, Anmerkungen) | Höchstplatzierung, Gesamtwochen, AuszeichnungChartplatzierungen (Jahr, Titel, Platzierungen, Wochen, Auszeichnungen, Anmerkungen) | Höchstplatzierung, Gesamtwochen, AuszeichnungChartplatzierungen (Jahr, Titel, Platzierungen, Wochen, Auszeichnungen, Anmerkungen) | Anmerkungen                             |
| Jahr | Titel                                     | DE | UK | US | Anmerkungen                             |
| ---- | ----------------------------------------- | --- | --- | --- | --------------------------------------- |
| 2000 | The Swiss Army Romance                    | — | — | — | Erstveröffentlichung: März 2000         |
| 2001 | The Places You Have Come to Fear the Most | — | — | US108 Gold · (27 Wo.)US | Erstveröffentlichung: 20. März 2001     |
| 2003 | A Mark, a Mission, a Brand, a Scar        | — | UK93 (1 Wo.)UK | US2 Gold · (35 Wo.)US | Erstveröffentlichung: 12. August 2003   |
| 2006 | Dusk and Summer                           | DE52 (1 Wo.)DE | UK91 (1 Wo.)UK | US2 Gold · (22 Wo.)US | Erstveröffentlichung: 27. Juni 2006     |
| 2007 | The Shade of Poison Trees                 | — | — | US18 (6 Wo.)US | Erstveröffentlichung: 2. Oktober 2007   |
| 2009 | Alter the Ending                          | — | — | US19 (3 Wo.)US | Erstveröffentlichung: 10. November 2009 |
| 2018 | Crooked Shadows                           | — | — | US53 (1 Wo.)US | Erstveröffentlichung: 9. Februar 2018   |
| 2022 | All the Truth That I Can Tell             | — | — | — | Erstveröffentlichung: 25. Februar 2022  |

### Livealben
| Jahr | Titel             | Höchstplatzierung, Gesamtwochen, AuszeichnungChartsChartplatzierungen (Jahr, Titel, Platzierungen, Wochen, Auszeichnungen, Anmerkungen) | Anmerkungen                             |
| Jahr | Titel             | US | Anmerkungen                             |
| ---- | ----------------- | --- | --------------------------------------- |
| 2002 | MTV Unplugged 2.0 | US111 (6 Wo.)US | Erstveröffentlichung: 17. Dezember 2002 |

### Kompilationen
- 2007: The Wire Tapes Vol. 1
- 2020: The Best Ones of the Best Ones

### EPs
- 2001: The Drowning EP
- 2001: So Impossible EP
- 2002: Summers Kiss EP
- 2006: Sessions@AOL
- 2010: Swiss Army Bro-Mance (mit New Found Glory)
- 2017: Covered and Taped

### Singles
| Jahr | Titel Album                                        | Höchstplatzierung, Gesamtwochen, AuszeichnungChartplatzierungen (Jahr, Titel, Album, Platzierungen, Wochen, Auszeichnungen, Anmerkungen) | Höchstplatzierung, Gesamtwochen, AuszeichnungChartplatzierungen (Jahr, Titel, Album, Platzierungen, Wochen, Auszeichnungen, Anmerkungen) | Höchstplatzierung, Gesamtwochen, AuszeichnungChartplatzierungen (Jahr, Titel, Album, Platzierungen, Wochen, Auszeichnungen, Anmerkungen) | Anmerkungen                                         |
| Jahr | Titel Album                                        | DE | UK | US | Anmerkungen                                         |
| ---- | -------------------------------------------------- | --- | --- | --- | --------------------------------------------------- |
| 2003 | Hands Down A Mark, a Mission, a Brand, a Scar      | DE93 (2 Wo.)DE | UK60 (2 Wo.)UK | — | Erstveröffentlichung: 12. August 2003               |
| 2004 | Rapid Hope Loss A Mark, a Mission, a Brand, a Scar | — | UK75 (1 Wo.)UK | — | Erstveröffentlichung: 4. Mai 2004                   |
| 2006 | Don’t Wait Dusk and Summer                         | — | UK68 (1 Wo.)UK | US80 (4 Wo.)US | Erstveröffentlichung: 23. Mai 2006                  |
| 2007 | Stolen Dusk and Summer                             | DE15* (12 Wo.)DE | — | US44 (12 Wo.)US | Erstveröffentlichung: 13. Februar 2007 * feat. Juli |

Weitere Singles
- 2002: Screaming Infidelities
- 2002: Saints and Sailors
- 2004: Vindicated
- 2006: Rooftops and Invitations
- 2007: Thick as Thieves
- 2008: These Bones
- 2009: Belle of the Boulevard
- 2017: We Fight
- 2018: Heart Beat Here
- 2021: Here’s to Moving On
- 2022: Burning Heart

### Videoalben
- 2003: MTV Unplugged 2.0 (US: Platin)

## Auszeichnungen
- MTV2 Video Music Award 2002 für Screaming Infidelities